# 고진수
고진수(1992년 2월 17일 ~ )는 대한민국의 배우이다.

## 출연작

### 영화
- 《철로》 (2018년) - 민석(형) 역
- 《일진》 (2018년) - 양기태 역
- 《보편적 사람들》 (2017년) - 조성빈 역
- 《카르페디엠》 (2016년)
- 《귀(鬼)막힌 동거》 (2015년) - 한상원 역
- 《게이봉박두4: RUMOR》 (2015년) - 한상원 역

### 드라마
- 《추리의 여왕 2》 (2018년, KBS2)[2]

### 광고
- 기아자동차